# Moloudia Sport Bousalem
Moloudia Sport Bousalem (arabisch المولدية الرياضية ببوسالم, DMG al-Maulidiyya ar-riyāḍiyya bi-Būsālim) ist ein tunesischer Volleyballverein aus Bousalem, einer Kleinstadt im
Gouvernement Jendouba, und spielt seit 2016 in der ersten Liga.
Der Verein war anfangs die Volleyballabteilung des 1924 gegründeten Sportvereins Union Sportive Bousalem. 1988 spaltete sich die Sektion ab und wurde als eigenständiger Verein gegründet. Man wählte als Vereinsfarben Grün, Gelb und Schwarz.
Im Jahr 2023 gelang dem Verein ein sportliches Wunder und er erlangte landes- und afrikaweite Bekanntheit. Nachdem man sich überraschend zum ersten Mal in der Klubgeschichte für die afrikanische Champions League qualifizierte, gewann man den Wettbewerb und besiegte auf dem Weg ins Endspiele namhafte Kontrahenten. Im Finale bezwang man den ägyptischen Topverein Zamalek SC mit 3:2. Nach zwei Sätzen lag man mit 0:2 hinten, drehte das Endspiel aber noch zu seinen Gunsten. Damit qualifizierte sich der Verein, der 2015 noch in der zweiten Volleyball-Liga Tunesiens spielte, für die Volleyball-Klub-Weltmeisterschaft.

## Erfolge
- African Clubs Championship
  - Sieger: 2023
  - Finalist: 2024
- Confédération-Pokal
  - Sieger: 2023
  - Finalist: 2022
- Zweite Liga
  - Meister: 2015